# Anne no Nikki
Anne no Nikki (アンネの日記?), cunoscut, de asemenea, sub titlul Jurnalul Annei Frank, este un film anime japonez din 1995, inspirat din Jurnalul Annei Frank. Filmul a fost realizat de studioul de animație Madhouse, a fost regizat de Akinori Nagaoka și lansat la 19 august 1995.

## Distribuție (voci)
- Takahashi Reina - Anne Frank
- Gō Katō - Otto Frank
- Fumie Kashiyama - Edith Frank
- Tano Seiko - Margot Frank
- Tsuyoshi Kusanagi - Peter van Pels
- Jirō Sakagami - Hermann van Pels
- Yusuke Takita - Fritz Pfeffer
- Yoshie Taira - Miep Gies
- Tetsuko Kuroyanagi - Auguste van Pels
- Nakayoshi Takuro - Johannes Kleiman
- Naomi Sekita - Jacqueline van Maarsen
- Endo Takashi - profesorul
- Takeuchi Tōru

## Producție
Filmul lui Nagaoka are personajele desenate de Katsuyuki Kubo și o coloană sonoră compusă de Michael Nyman, incluzând două melodii originale: „If” (care încorporează acorduri din cântecul „Time Lapse” care este interpretat în filmul A Zed & Two Noughts) și „Why”, care au devenit piese pentru concert. Cel de-al doilea cântec a fost interpretat, de asemenea, într-o formă modificată în filmul The Libertine. Cântăreața este contralto Hilary Summers. „Candlefire” și versiunile interpretate la pian ale cântecelor „If” și ”Why” au apărut pe albumul The Piano Sings (2005) al lui Nyman.
Reina Takahashi interpretează vocea protagonistei Anne Frank, în timp ce Gō Katō interpretează vocea lui Otto Frank și Tano Seiko pe cea a lui Margot Frank.

## Lansare
Filmul lui Nagaoka a fost lansat pe DVD, într-o versiune HD, în limba franceză (ca Le Journal d'Anne Frank), cu subtitrare în limba engleză. O lansare a filmului în America de Nord a fost stabilită pentru 2015, dar încă nu a avut loc în 2017.

## Coloana sonoră
„If” și „Why” au devenit piese cântate în concertele lui Michael Nyman și au fost reînregistrate ca solouri de pian pe albumul The Piano Sings.

### Lista cântecelor
1. Amsterdam Dawn
2. Anne's Birthday
3. The Schoolroom
4. Letter From Germany
5. Goodbye Moortje
6. Candlefire
7. Renewal
8. Light Of Love
9. Chatterbox Waltz
10. Hanukah
11. Spring Freedom
12. Concentration Camp
13. If
14. First Kiss
15. D-Day
16. The Diary Of Hope
17. Silent Separation
18. Lament For Lost Youth
19. Why

## Recepție
Justin Sevakis a scris pe situl de informații despre anime și manga Anime News Network (pe care l-a fondat în 1998) că „chiar și o poveste atât de intensă ca a Annei Frank nu poate depăși o realizare cinematografică efectiv dezagreabilă și opțiunile regizorale ciudate care pur și simplu nu funcționează” și că el nu ar putea „să se gândească la un mod mai nepotrivit de a înțelege povestea decât vizionarea acestui film”.

## Legături externe
- ja  アンネの日記 (Madhouse)
- Anne's Diary: The Story of Anne Frank (anime) la Enciclopedia Anime News Network
- The Diary of Anne Frank la Internet Movie Database